# Kloster Bakonybél

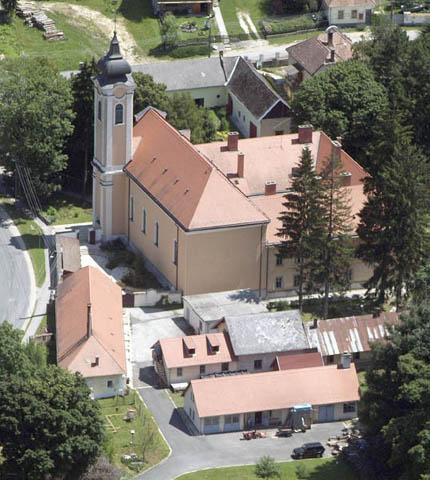
Blick auf Kloster Bakonybél

Das Kloster St. Mauritius (ungarisch Szent Mauríciusz Monostor) ist ein Benediktinerkloster in Ungarn. Es wurde im 11. Jahrhundert gegründet.

## Anlage

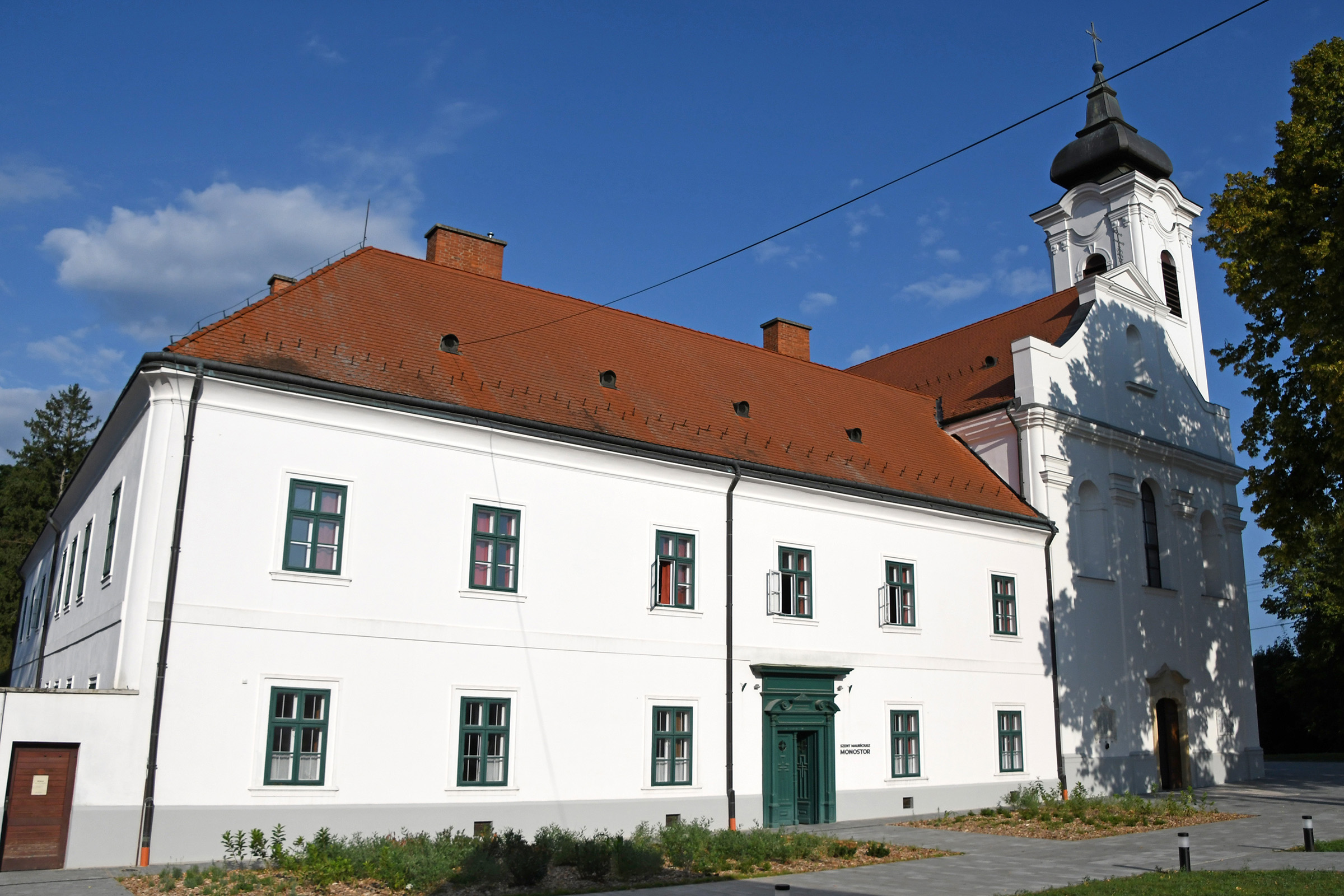
Abtei und Kirche

Das Kloster befindet sich in der Gemeinde Bakonybél im Bakonywald. Die barocke Klosterkirche ist mit einem großen Altargemälde von Ignác Polinger ausgestattet. Daneben befindet sich eine Park- und Gartenanlage von etwa 5 Hektar Fläche mit einem historischen englischen Garten, einem Arboretum mit Obstbäumen und einem Kräutergarten. Im Klosterladen sind Naturprodukte aus eigener Produktion zu erwerben. In der Nähe des Ortes und des Klosters befindet sich die St. Gunther-Kapelle an einer Quelle mit Kreuzweg, dort soll sich das mittelalterliche Kloster befunden haben.

## Geschichte

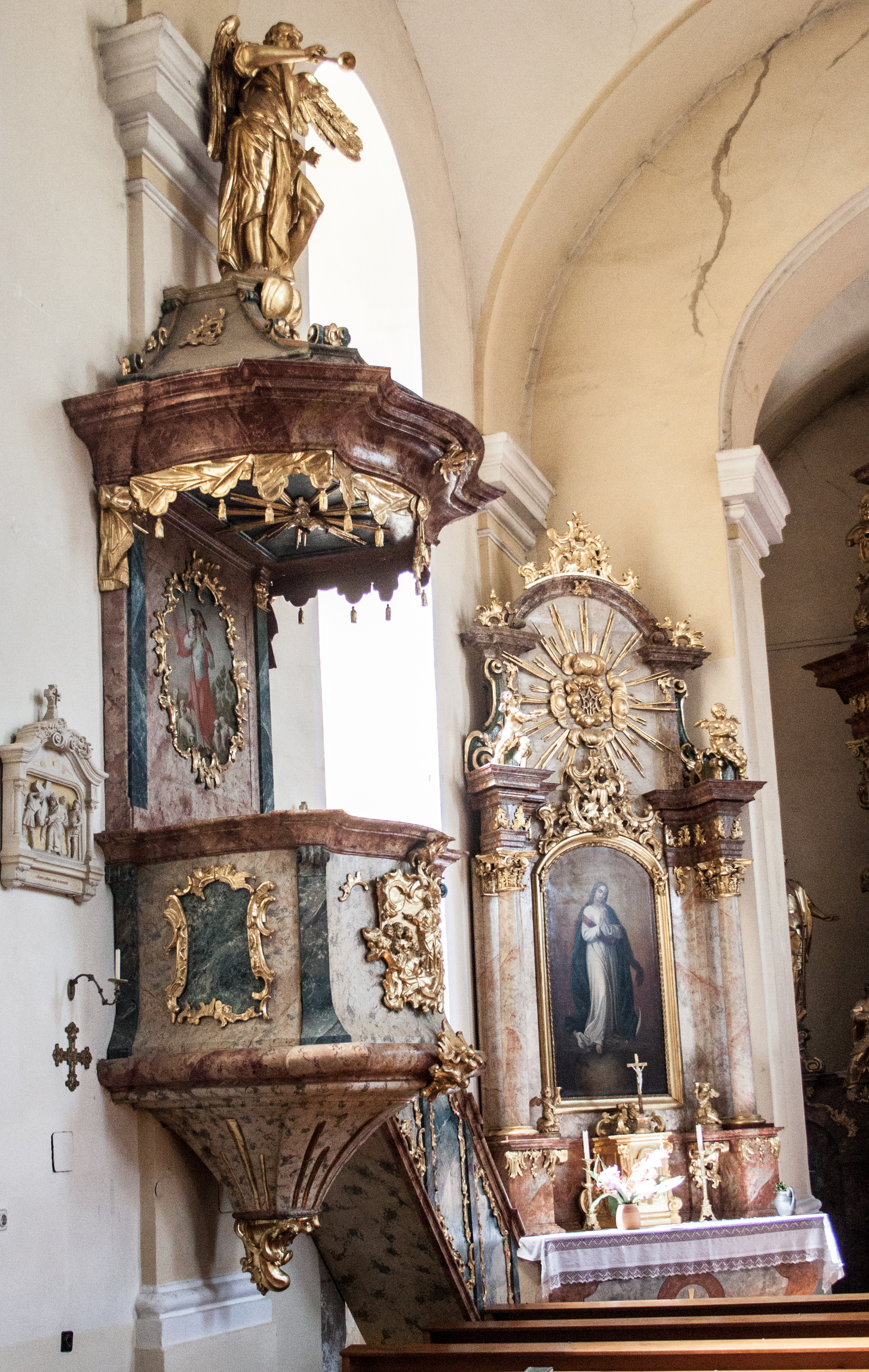
Innenansicht der Klosterkirche

Das Kloster St. Mauritius wurde angeblich von König Stephan I. um 1018/37 gegründet. Die Heiligen Gerhard (Gellért) und Gunther sollen die ersten Äbte gewesen sein, was historisch sehr unsicher ist. Seit 1083 gibt es urkundliche Erwähnungen. Das Kloster wurde von ungarischen Königen und anderen Personen mit Schenkungen bedacht. Es hatte wie andere ungarische Klöster in dieser Zeit auch das Recht, Urkunden für weltliche Aussteller zu beglaubigen. Das Kloster Bakonybél hatte Landbesitz in der näheren Umgebung sowie im Gebiet der Großen Ungarischen Tiefebene und Siebenbürgens. Während der Invasion der Türken wurde das Kloster 1534/39 zu einer Festung umgebaut, bald danach jedoch zerstört.
Ende des 17. Jahrhunderts wurde von der Abtei Pannonhalma aus mit der Neugründung begonnen. Die Klostergebäude wurden 1724 fertiggestellt, die Kirche 1750 bis 1754. Im 19. Jahrhundert wurde ein Arboretum angelegt, die Aufzeichnungen dazu bieten heute wichtige Erkenntnisse zur Botanik dieser Zeit. 1950 wurde das Kloster wie andere in Ungarn auch geschlossen.
Seit 1998 gibt es wieder ein klösterliches Leben in Bakonyhél. Es leben dort vier Mönche und sieben Oblaten.